# Christiane Knacke
Christiane Knacke (Berlino Est, 17 aprile 1962) è un'ex nuotatrice tedesca orientale.

## Carriera
Nel 1980, ai Giochi Olimpici di Mosca, vinse la medaglia di bronzo nei 100m farfalla.

## Palmarès
- Giochi olimpici estivi

Mosca 1980: bronzo nei 100m farfalla.
- Europei

Jönköping 1977: argento nei 100m farfalla.